# Ливраменту (Понта-Делгада)
Ливраменту (порт. Livramento) — район (фрегезия) в Португалии, входит в округ Азорские острова. Расположен на острове Сан-Мигел. Является составной частью муниципалитета Понта-Делгада. Население составляет 3489 человек на 2001 год. Занимает площадь 5,57 км².
Покровителем района считается Дева Мария (порт. Nossa Senhora do Livramento).

## История
Район основан в 1838 году.